# Кваутла (Кваутла, Морелос)
Кваутла (шп. Cuautla) насеље је у Мексику у савезној држави Морелос у општини Кваутла. Насеље се налази на надморској висини од 1294 м.

## Становништво
Према подацима из 2010. године у насељу је живело 154358 становника.

### Хронологија
| Година       | 2000                   | 2005                   | 2010                   |
| ------------ | ---------------------- | ---------------------- | ---------------------- |
| Становништво | 136932 (65114 / 71818) | 145482 (68949 / 76533) | 154358 (73384 / 80974) |

### Попис
| \| \| м \| \| \| ж \| \| 0—2 \| 4.054 \| \| \| 3.801 \| \| 3—5 \| 4.311 \| \| \| 4.115 \| \| 6—11 \| 8.885 \| \| \| 8.395 \| \| 12—14 \| 4.290 \| \| \| 4.168 \| \| 15—17 \| 4.455 \| \| \| 4.429 \| \| 18—24 \| 9.143 \| \| \| 10.083 \| \| 60+ \| 7.171 \| \| \| 8.790 \| \| Просек : \| 29,3 \| \| \| 31,1 \| |       |  |  |        |
| |       |  |  |        |
| | м     |  |  | ж      |
| 0—2 | 4.054 |  |  | 3.801  |
| 3—5 | 4.311 |  |  | 4.115  |
| 6—11 | 8.885 |  |  | 8.395  |
| 12—14 | 4.290 |  |  | 4.168  |
| 15—17 | 4.455 |  |  | 4.429  |
| 18—24 | 9.143 |  |  | 10.083 |
| 60+ | 7.171 |  |  | 8.790  |
| Просек : | 29,3  |  |  | 31,1   |

| #   | Индикатор                                                                                        | Вредност |
| --- | ------------------------------------------------------------------------------------------------ | -------- |
| 1   | Становништво од 0 до 2 године                                                                    | 7855     |
| 2   | Мушко становништво од 0 до 2 године                                                              | 4054     |
| 3   | Женско становништво од 0 до 2 године                                                             | 3801     |
| 4   | Становништво са 3 и више година                                                                  | 145321   |
| 5   | Мушко становништво са 3 и више година                                                            | 68736    |
| 6   | Женско становништво са 3 и више година                                                           | 76585    |
| 7   | Становништво са 5 и више година                                                                  | 139715   |
| 8   | Мушко становништво са 5 и више година                                                            | 65857    |
| 9   | Женско становништво са 5 и више година                                                           | 73858    |
| 10  | Становништво са 12 и више година                                                                 | 119615   |
| 11  | Мушко становништво са 12 и више година                                                           | 55540    |
| 12  | Женско становништво са 12 и више година                                                          | 64075    |
| 13  | Становништво са 15 и више година                                                                 | 111157   |
| 14  | Мушко становништво са 15 и више година                                                           | 51250    |
| 15  | Женско становништво са 15 и више година                                                          | 59907    |
| 16  | Становништво са 18 и више година                                                                 | 102273   |
| 17  | Мушко становништво са 18 и више година                                                           | 46795    |
| 18  | Женско становништво са 18 и више година                                                          | 55478    |
| 19  | Становништво од 3 до 5 година                                                                    | 8426     |
| 20  | Мушко становништво од 3 до 5 година                                                              | 4311     |
| 21  | Женско становништво од 3 до 5 година                                                             | 4115     |
| 22  | Становништво од 6 до 11 година                                                                   | 17280    |
| 23  | Мушко становништво од 6 до 11 година                                                             | 8885     |
| 24  | Женско становништво од 6 до 11 година                                                            | 8395     |
| 25  | Становништво од 8 до 14 година                                                                   | 20120    |
| 26  | Мушко становништво од 8 до 14 година                                                             | 10249    |
| 27  | Женско становништво од 8 до 14 година                                                            | 9871     |
| 28  | Становништво од 12 до 14 година                                                                  | 8458     |
| 29  | Мушко становништво од 12 до 14 година                                                            | 4290     |
| 30  | Женско становништво од 12 до 14 година                                                           | 4168     |
| 31  | Становништво од 15 до 17 година                                                                  | 8884     |
| 32  | Мушко становништво од 15 до 17 година                                                            | 4455     |
| 33  | Женско становништво од 15 до 17 година                                                           | 4429     |
| 34  | Становништво од 18 до 24 године                                                                  | 19226    |
| 35  | Мушко становништво од 18 до 24 године                                                            | 9143     |
| 36  | Женско становништво од 18 до 24 године                                                           | 10083    |
| 37  | Женско становништво од 15 до 49 година                                                           | 43511    |
| 38  | Становништво са 60 и више година                                                                 | 15961    |
| 39  | Мушко становништво са 60 и више година                                                           | 7171     |
| 40  | Женско становништво са 60 и више година                                                          | 8790     |
| 41  | Однос између мушкараца и жена                                                                    | 90.63    |
| 42  | Становништво од нуле до 14 година                                                                | 42019    |
| 43  | Становништво од 15 до 64 године                                                                  | 100060   |
| 44  | Становништво од 65 година и више                                                                 | 11097    |
| 45  | Просечан број деце                                                                               | 2.19     |
| 46  | Становништво рођено у ентитету                                                                   | 108492   |
| 47  | Мушко становништво рођено у ентитету                                                             | 52022    |
| 48  | Женско становништво рођено у ентитету                                                            | 56470    |
| 49  | Становништво рођено у другом ентитету                                                            | 43418    |
| 50  | Мушко становништво рођено у другом ентитету                                                      | 20123    |
| 51  | Женско становништво рођено у другом ентитету                                                     | 23295    |
| 52  | Становништво од 5 година и више резидентно у ентитету у јуну 2005. године                        | 129952   |
| 53  | Мушко становништво старосног доба од 5 година и више, резидентно у ентитету у јуну 2005. године  | 60789    |
| 54  | Женско становништво старосног доба од 5 и више година, резидентно у ентитету у јуну 2005. године | 69163    |
| 55  | Становништво од 5 година и више које је живело у другом ентитету у јуну 2005. године             | 7289     |
| 56  | Мушко становништво старије од 5 година које је живело у другом ентитету у јуну 2005. године      | 3569     |
| 57  | Женско становништво старије од 5 година које је живело у другом ентитету у јуну 2005. године     | 3720     |
| 58  | Становништво од 3 године и више које говори аутохтони језик                                      | 4371     |
| 59  | Мушко становништво старо 3 године и више које говори аутохтони језик                             | 2067     |
| 60  | Женско становништво старо 3 године и више које говори аутохтони језик                            | 2304     |
| 61  | Становништво од 3 године и више које говори аутохтони језик и не говори шпански језик            | 37       |
| 62  | Мушко становништво старо 3 године и више које говори аутохтони језик и не говори шпански         | 6        |
| 63  | Женско становништво старо 3 године и више које говори аутохтони језик и не говори шпански језик  | 31       |
| 64  | Становништво старо 3 године и више које говори аутохтони језик и шпански                         | 3960     |
| 65  | Мушко становништво старо 3 године и више које говори аутохтони језик и шпански                   | 1902     |
| 66  | Женско становништво старо 3 године и више које говори аутохтони језик и шпански                  | 2058     |
| 67  | Становништво од 5 година и више које говори аутохтони језик                                      | 4340     |
| 68  | Становништво од 5 година и више које говори аутохтони језик и не говори шпански језик            | 37       |
| 69  | Становништво од 5 година и више које говори аутохтони језик и говори шпански језик               | 3938     |
| 70  | Становништво у домородачким домаћинствима                                                        | 10201    |
| 71  | Становништво са ограничењима у активностима                                                      | 7259     |
| 72  | Становништво са ограниченим ходањем или кретањем, горе или доле                                  | 4151     |
| 73  | Становници са ограничењима вида, чак и уз кориштење сочива                                       | 2121     |
| 74  | Становништво са ограничењима говора, комуникације или конверзације                               | 648      |
| 75  | Становништво са ограниченим слухом                                                               | 983      |
| 76  | Становништво са ограничењима при одевању, купању или јелу                                        | 347      |
| 77  | Становништво са ограничењима у опажању или учењу једноставних ствари                             | 353      |
| 78  | Становништво са менталним ограничењима                                                           | 565      |
| 79  | Становништво без ограничења активности                                                           | 145524   |
| 80  | Становништво од 3 до 5 година које не похађа школу                                               | 3796     |
| 81  | Мушко становништво од 3 до 5 година које не похађа школу                                         | 1961     |
| 82  | Женско становништво од 3 до 5 година које не похађа школу                                        | 1835     |
| 83  | Становништво од 6 до 11 година које не похађа школу                                              | 511      |
| 84  | Мушко становништво од 6 до 11 година које не похађа школу                                        | 293      |
| 85  | Женско становништво од 6 до 11 година које не похађа школу                                       | 218      |
| 86  | Становништво од 12 до 14 година које не похађа школу                                             | 555      |
| 87  | Мушко становништво од 12 до 14 година које не похађа школу                                       | 316      |
| 88  | Женско становништво од 12 до 14 година које не похађа школу                                      | 239      |
| 89  | Становништво од 15 до 17 година похађа школу                                                     | 6528     |
| 90  | Мушко становништво од 15 до 17 година похађа школу                                               | 3117     |
| 91  | Женско становништво између 15 и 17 година живота у школи                                         | 3411     |
| 92  | Становништво од 18 до 24 године похађа школу                                                     | 6456     |
| 93  | Мушко становништво од 18 до 24 године похађа школу                                               | 3163     |
| 94  | Женско становништво од 18 до 24 године похађа школу                                              | 3293     |
| 95  | Становништво од 8 до 14 година које не може да чита и пише                                       | 467      |
| 96  | Мушко становништво старосног доба од 8 до 14 година које не може да чита и пише                  | 285      |
| 97  | Женско становништво старосног доби од 8 до 14 година које не може да чита и пише                 | 182      |
| 98  | Становништво од 15 година и више које је неписмено                                               | 6250     |
| 99  | Мушко становништво од 15 година и више које је неписмено                                         | 2171     |
| 100 | Женско становништво од 15 година и више које је неписмено                                        | 4079     |
| 101 | Становништво старо 15 и више година без школовања                                                | 7368     |
| 102 | Мушко становништво старо 15 и више година без школовања                                          | 2764     |
| 103 | Женско становништво старо 15 и више година без школовања                                         | 4604     |
| 104 | Становништво старосног доба 15 и више година са непотпуним основним образовањем                  | 10050    |
| 105 | Мушко становништво старосног доба од 15 година и више са непотпуном основним образовањем         | 4554     |
| 106 | Женско становништво старосног доба 15 и више година са непотпуном основним образовањем           | 5496     |
| 107 | Становништво старо 15 и више година са комплетним основним образовањем                           | 13977    |
| 108 | Мушко становништво старо 15 година и више са комплетним основним образовањем                     | 6238     |
| 109 | Женско становништво старо 15 и више година са комплетним основним образовањем                    | 7739     |
| 110 | Становништво старосног доба 15 и више година са непотпуним средњим образовањем                   | 5393     |
| 111 | Мушко становништво старосног доба од 15 година и више са непотпуним средњим образовањем          | 2817     |
| 112 | Женско становништво старосног доба од 15 година и више са непотпуним средњим образовањем         | 2576     |
| 113 | Становништво старо 15 и више година са пуним секундарном образовањем                             | 25988    |
| 114 | Мушко становништво старосног доба од 15 година и више са пуним секундарном образовањем           | 12463    |
| 115 | Женско становништво старосног доба од 15 година и више са пуним секундарном образовањем          | 13525    |
| 116 | Становништво старије од 18 година са постосновним образовањем                                    | 44914    |
| 117 | Мушко становништво старије од 18 година са постосновним образовањем                              | 20976    |
| 118 | Женско становништво старије од 18 година са постосновним образовањем                             | 23938    |
| 119 | Просечна оцена школовања                                                                         | 9.34     |
| 120 | Просечан ниво образовања мушке популације                                                        | 9.52     |
| 121 | Просечан ниво образовања женског становништва                                                    | 9.19     |
| 122 | Економски активно становништво                                                                   | 66970    |
| 123 | Економски активна мушка популација                                                               | 40352    |
| 124 | Економски активна женска популација                                                              | 26618    |
| 125 | Становништво које није економски активно                                                         | 52245    |
| 126 | Мушко становништво које није економски активно                                                   | 14932    |
| 127 | Женско становништво које није економски активно                                                  | 37313    |
| 128 | Запослено становништво                                                                           | 64629    |
| 129 | Запослено мушко становништво                                                                     | 38588    |
| 130 | Запослено женско становништво                                                                    | 26041    |
| 131 | Незапослена популација                                                                           | 2341     |
| 132 | Незапослена мушка популација                                                                     | 1764     |
| 133 | Незапослена женска популација                                                                    | 577      |
| 134 | Становништво без права на здравствене услуге                                                     | 58254    |
| 135 | Становништво које има право на здравствене услуге                                                | 94741    |
| 136 | Становништво које има право на ИМСС                                                              | 42997    |
| 137 | Становништво које има право на социјално осигурање                                               | 16959    |
| 138 | Становништво које има право на државно социјално осигурање                                       | 177      |
| 139 | Становништво које има право на опште осигурање или здравствено осигурање за нову генерацију      | 32651    |
| 140 | Становништво које је било једном или није било у браку током 12 година и више                    | 41442    |
| 141 | Венчано или уједињено становништво од 12 година и више                                           | 63017    |
| 142 | Становништво које је било у браку или уједињено 12 година и више                                 | 15036    |
| 143 | Становништво са католичком религијом                                                             | 119274   |
| 144 | Протестанти, еванђелисти и библијски следбеници различити од еванђелиста                         | 22757    |
| 145 | Становништво са другим религијама различитим од претходних                                       | 343      |
| 146 | Становништво без религије                                                                        | 8188     |
| 147 | Укупно пописаних домаћинства                                                                     | 40748    |
| 148 | Пописна домаћинства на челу са мушкарцима                                                        | 28412    |
| 149 | Пописна домаћинства на челу са женама                                                            | 12336    |
| 150 | Становништво у пописним домаћинствима                                                            | 152573   |
| 151 | Становништво у пописним домаћинствима на челу са мушкарцима                                      | 111917   |
| 152 | Становништво у пописним домаћинствима на челу са женама                                          | 40656    |
| 153 | Укупно домаћинстава                                                                              | 51893    |
| 154 | Укупно насељених домаћинстава                                                                    | 41137    |
| 155 | Укупно приватних кућа                                                                            | 51504    |
| 156 | Насељени приватни домови                                                                         | 40748    |
| 157 | Укупно насељених приватних кућа                                                                  | 41126    |
| 158 | Ненасељене приватне куће                                                                         | 6558     |
| 159 | Појединачна домаћинства за привремену употребу                                                   | 4198     |
| 160 | Становници у насељеним приватним кућама                                                          | 152573   |
| 161 | Насељеност станара у приватним становима                                                         | 3.74     |
| 162 | Просечно становника по соби у приватним насељеним домаћинствима                                  | 1        |
| 163 | Појединачна домаћинства са подовима од различитих материјала од земље                            | 38715    |
| 164 | Појединачна домаћинства у приземљу                                                               | 1866     |
| 165 | Појединачна домаћинства са једном спаваћом собом                                                 | 14756    |
| 166 | Појединачна домаћинства са две спаваће собе и више                                               | 25868    |
| 167 | Појединачна домаћинства са једним собом                                                          | 3226     |
| 168 | Појединачна домаћинства са две собе                                                              | 7243     |
| 169 | Појединачна домаћинства са 3 собе и више                                                         | 30136    |
| 170 | Појединачна домаћинства која имају електрично светло                                             | 40457    |
| 171 | Појединачна домаћинства која немају електрично светло                                            | 168      |
| 172 | Појединачна домаћинства која имају водоводну воду у стамбеном простору                           | 38358    |
| 173 | Појединачна домаћинства која немају водоводну воду у стамбеном простору                          | 2165     |
| 174 | Појединачна домаћинства која имају тоалет                                                        | 40349    |
| 175 | Појединачна домаћинства која имају канализацију                                                  | 40206    |
| 176 | Појединачна домаћинства која немају канализацију                                                 | 326      |
| 177 | Појединачна домаћинства која имају електрично светло, довод воде из јавне мреже и канализацију   | 38043    |
| 178 | Појединачна домаћинства без икаквих услова                                                       | 343      |
| 179 | Појединачна домаћинства која имају радио                                                         | 34261    |
| 180 | Појединачна домаћинства која имају телевизор                                                     | 39388    |
| 181 | Појединачна домаћинства која имају фрижидер                                                      | 36101    |
| 182 | Појединачна домаћинства која имају машину за веш                                                 | 27105    |
| 183 | Појединачна домаћинства која имају аутомобил или комби                                           | 16723    |
| 184 | Појединачна домаћинства која имају рачунар                                                       | 13558    |
| 185 | Појединачна домаћинства која имају фиксну телефонску линију                                      | 22478    |
| 186 | Појединачна домаћинства која имају мобилни телефон                                               | 28751    |
| 187 | Појединачна домаћинства која имају приступ интернету                                             | 10320    |
| 188 | Величина локације                                                                                | 11       |